# Orchestre symphonique d'Islande
L'Orchestre symphonique d'Islande (en islandais : Sinfóníuhljómsveit Íslands, en anglais : Iceland symphony orchestra) est un orchestre symphonique islandais basé à Reykjavik. Depuis le printemps 1980, il a son siège à Harpa.

## Historique
Vers 1925, un petit orchestre de 15 instrumentistes, le Hljómsveit Reykjavíkur (Orchestre de la Ville de Reykjavík), a commencé à donner des concerts. En 1930 ont été fondées des institutions qui sont à l'origine de l'orchestre : le RÚV et le Reykjavík College of Music (en). Le RÚV a entretenu un orchestre radio symphonique pendant plusieurs années. 
L'Orchestre symphonique d'Islande a été officiellement fondé en 1950, donnant son premier concert le 9 mars 1950, avec un ensemble de 39 instrumentistes. Par une loi de 1982, les ressources premières de l'orchestre sont le trésor public d'Islande (56%), RÚV (Icelandic National Broadcasting Service) (25%) et la ville de Reykjavik (18%), et le 1% restant provient de la ville de Seltjarnarnes. Grâce à cette législation, l'ensemble acquiert une totale stabilité et ses effectifs sont portés à 72 musiciens.
L'Orchestre symphonique d'Islande est aujourd'hui composé de 90 instrumentistes et donne environ 60 concerts chaque saison, dont des concerts par souscription à Reykjavík, des concerts pour les familles, des concerts scolaires, des enregistrements, et des tournées locales comme internationales.
En 2024, Barbara Hannigan est nommée cheffe et directrice artistique de l'orchestre à compter d'août 2026, pour une durée de trois saisons.

## Chefs d'orchestre permanents
Comme chefs permanents, se sont succédé à la tête de la formation :
- Olav Kielland (en) (1952–1955)
- Bohdan Wodiczko (en) (1965–1968 et 1970–1971)
- Karsten Andersen (en) (1973–1978)
- Jean-Pierre Jacquillat (1980–1986)[4]
- Petri Sakari (1987–1993)
- Osmo Vänskä (1993–1996)
- Petri Sakari (1996–1998)
- Rico Saccani (1998–2002)
- Rumon Gamba (2002–2010)
- Ilan Volkov (2011–2014)
- Yan Pascal Tortelier (2016–2018)
- Eva Ollikainen (en) (depuis 2020[5])